# 滝山城
滝山城（たきやまじょう）は、東京都八王子市丹木町にあった戦国時代の日本の城。国の史跡。大石氏、北条氏照の居城。

## 概要
現在は『滝山城址公園（たきやまじょうしこうえん）』として整備済み。八王子駅から西東京バスによる定期便あり。

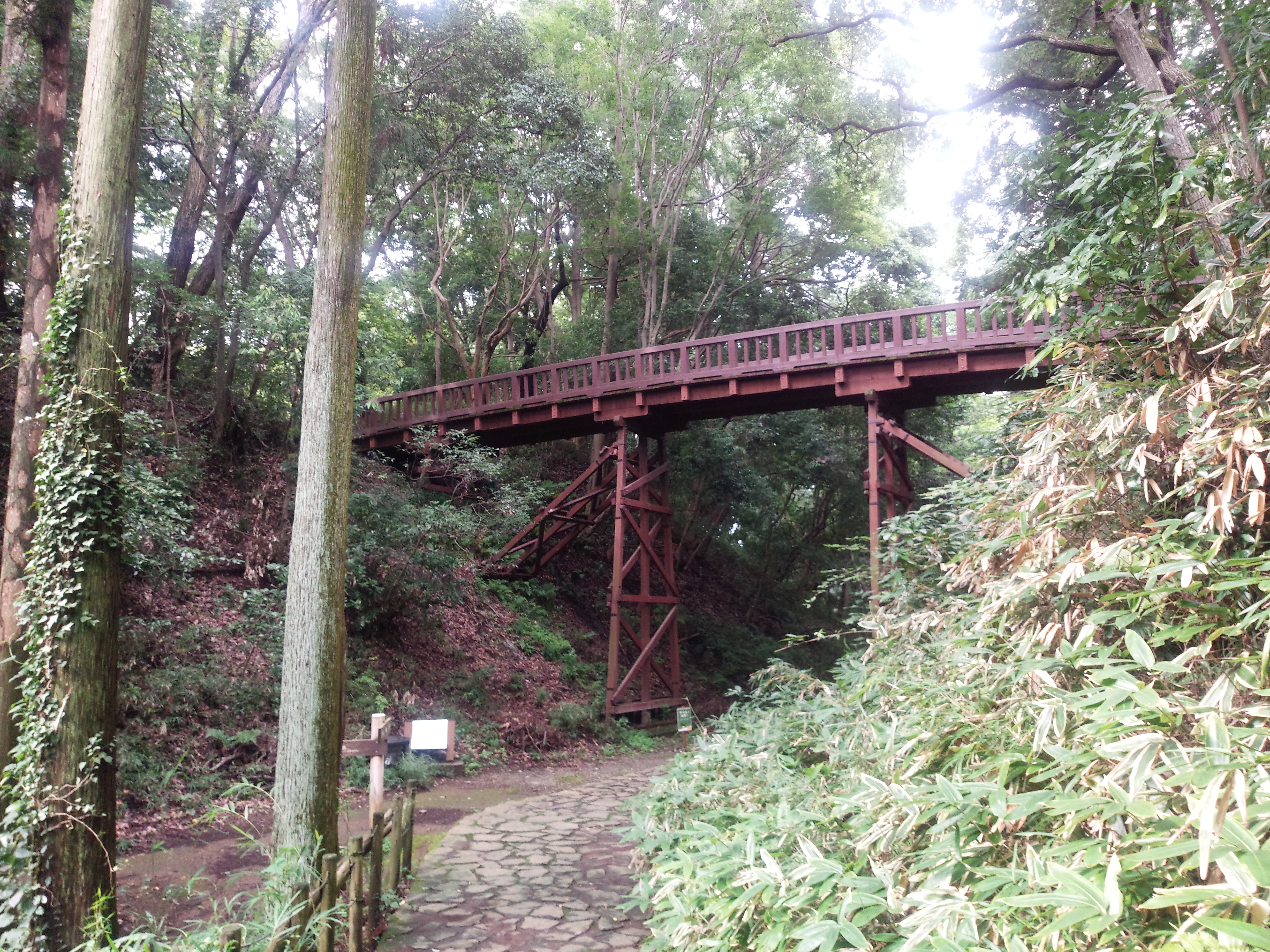
曳橋と大堀切

多摩川と秋川の合流点にある加住丘陵の複雑な地形を巧みに利用した天然の要塞で、関東随一の規模を誇ったという。
現在、遺構として本丸・中の丸・空堀・竪堀・虎口・曲輪・土橋・土塁・竪堀、曲輪などが残っており、国の史跡に指定され1951年（昭和26年）6月9日指定）。大部分が東京都立公園「滝山自然公園」となり桜の名所であるが未だに私有地もあるので公園化されない部分が多いのも現状である。
遺構の保存状態がよく、かつそれがわかりやすいため、中世城郭の最高傑作とも言われている。

## 築城時期・氏照入城時期
1521年（永正18年・大永元年)山内上杉氏の重臣で、武蔵国の守護代大石定重、定久が築城し、高月城から移ったといわれているが、実際は分かってない。1546年（天文15年）、北条氏康が河越の夜戦(河越城の戦い)で扇谷上杉氏を滅ぼし、山内上杉氏の勢力を武蔵から排除すると、大石定久は北条氏康の三男・氏照を娘婿に迎え、事実上、大石氏は北条氏の軍門に下った。1558年（永禄元年）頃、北条氏照は城の大改修を実施した。「永禄元年氏照住ス時ニ八王子明神ヲ守護神となし横山城改め滝山城と号ス」(阿伎留神社旧記)
その一方で、1561年（永禄4年）春に上杉輝虎が小田原城を攻めた際に滝山城下を経由した形跡があるのに合戦が起きていないこと、同年7月に北条氏康が三田氏を攻めた際に滝山城よりも遠い由井城（浄福寺城とみられる）に本営を置いていることなど、滝山城が存在していれば起こり得ない事例を挙げて、同年当時滝山城はまだ存在していないという説もある。この説によれば、小田原城から由井の北条氏照への棟別銭免除の指示を示した朱印状が出された1563年（永禄6年）4月より北条氏照が滝山城への年貢納入を命じた発給文書が出された1567年（永禄10年）9月までの4年余りの時期に上杉謙信の南下に対抗するために滝山城が築城されたとする。また、他にも滝山城への移転理由を北条氏が三田氏を滅ぼしてその旧領（勝沼領）を氏照に与えられたことをきっかけとともいわれる。

## 滝山合戦

### 天文2年の滝山合戦
天文2年(1533年)、北条氏綱、鶴岡八幡宮造営。定久等費拠出を拒み、滝山城の口実を与えたか。
天文5年(1536年)北条氏康、武田の加勢を得て滝山城攻撃か。(北条記・甲陽軍鑑本編巻九・甲陽軍鑑末筆下巻上)。
なお、前述のように永禄年間築城説を採るとまだ存在しない滝山城を攻めることはできないため、大石氏の別の城攻めなのか、後世の創作かと言う問題が発生する。また、天文4年（1535年）に北条氏が甲斐に侵攻して武田氏と戦っており、両氏が和睦をするのは北条氏康と武田信玄に代替わりをした後であるという別の問題も存在する。

### 天文21年の滝山合戦
天文21年(1552年)、長尾景虎方と後北条氏方が滝山城方面にて交戦。ただし、この年の長尾軍の南下（謙信の初めての関東出兵でもある）は、上野国内に止まっており、西武蔵方面で実際に戦闘があったのか不明。

### 永禄12年の滝山合戦
永禄12年(1569年)、小田原攻撃に向かう武田信玄軍約2万人が滝山城の北側の拝島に陣を敷き、別働隊の小山田信茂隊1千が未整備の間道(甲州街道の前身)を通り小仏峠から進入、これに対し北条氏方は廿里で迎撃したが一蹴された（廿里古戦場）。後北条氏方は予測外の方向より攻められた為、滝山城三の丸まで攻め込まれ落城寸前にまで追い込まれたが、2千の寡兵で凌いだ。しかしこの戦いは、滝山城の防御体制が不十分であることを痛感させ、八王子城を築城し移転するきっかけとなったともいわれているが、真相は謎である。
なお、滝山城の三の丸や中の丸まで、落城寸前まで攻められたとは、江戸期に書かれた甲斐の武田氏の軍記物語【甲陽軍鑑】や【武田記】が書かれたよるものである。
しかし、氏照本人が永禄12年10月24日に、越後の上杉輝虎の家臣山吉豊守および河田重親に宛てた書状によれば、滝山城の城下町である宿三口で戦いが行われたと書かれているが、実際は不明である。(上杉家文書より)
または、1577年(天正5年)2月5日、武田の家臣で都留郡上野原(山梨県上野原市)の領主である加藤信景が都留郡諏訪神社の奉納された棟札の記載によれば、加藤信景の父丹後守景忠は武田信玄に従い、北条氏攻撃のため、氏照の居城滝山城下に放火し裸城とし、10月27日に本郷(八王子市本郷町または元本郷町)に陣取ったと記載がある。(諏訪神社棟札銘写より)

### 滝山合戦以降
天正15年(1587年)前後、氏照が八王子城に本拠を移すまでの期間、滝山城は政庁として使用されていた。
古河公方足利義氏が小山秀綱に送った書状の中に、北条氏政が1569年(永禄12年)11月23日、滝山城と相模国津久井城の普請を指示した記述がある。(小山氏文書より) 
1570年(永禄13・元亀元年)8月13日、上杉氏の使者大石芳綱、北条氏側との交渉について山吉豊守に報じた中で、上杉輝虎が越山するなら、北条方からは家老の子兄弟二・三人を人質に提供し、上杉方から家老の子一、二人を人質にとって滝山か鉢形におくとの提案があったと記す。(上杉家文書)
1570年(永禄13・元亀元年)10月16日、氏照、小山田八々郷に対し、敵が入間川まで来た場合の戦争に備え、男は武器を持って18日未明に滝山に集合し点呼を受けるように命じる(新編武蔵・多摩郡成瀬村)
1572年(元亀3年)７月25日に氏照は、多摩郡の家臣中村弥五郎・岩田・石川・宮本を翌日早朝に滝山城に召し出すという朱印状を出す。(三島明神社文書より)
1575年(天正3年)11月19日、氏照、埼玉郡久下分(埼玉県飯能市)の山に直轄の立林を設け、下草の刈りも禁じ、違反者は滝山に連行するよう島村図書助氏・吉田氏に命じる(武州・高麗郡飯能村又右衛門所蔵)
1576年(天正4年)1月11日、氏照、長田村(永田・埼玉県飯能市)の立林で下草刈りなどをした者を滝山に連行するよう、長田村の藤七郎・弥十郎に命じる。(細田文書)
1577年(天正5年)2月10日、氏照、八王子山麓の 根古屋 保護のため、八王子側の竹木・下草の伐採を禁じ、違反者は滝山に連行するよう薬師山(薬王院)別当に命じる(高尾山薬王院所蔵)
1578年(天正6年)10月26日、氏照は、並木弥六郎に小山城の在番を命じ、大石照基とともに来月7日滝山を出て、久喜・大室、榎本を経て、10日に小山に到着するよう命じる朱印状を出す。(青梅市郷土博物館所蔵並木家中世文書より)
1580年(天正8年)閏3月4日、氏照は、武田方との戦争に備えて滝山宿に陣取り、陣触次第出発するよう、土方弥太郎に命じる朱印状を出す。(日野市金剛寺所蔵土方文書より)

### 小田原征伐(決戦)
1590年(天正18)豊臣秀吉方が北条攻めに際し作成した城と軍勢に関する覚書の中に、北条氏照の管轄する六か所の城の名と四五〇〇騎という軍勢数が記載される。その中に竹山の城は滝山城を指しているとも言われている（毛利家文書: 関東八州諸城覚書・ 北条氏人数覚書より）。
1590年(天正18)6月、広田出雲守・高橋越前守・市川三郎兵衛・小沢甚三郎らが八王子城・滝山城で討死するとあるが、真実は不明である（高勝寺所蔵）。

## 現代
1951年(昭和26年)6月9日、 史跡名勝天然記念物に指定された。
2017年（平成29年）、日本城郭協会により「続日本100名城」（123番）に選定された。
2020年(令和2年) 6月19日、「霊気満山　高尾山　～人々の祈りが紡ぐ桑都物語～」のタイトルで文化庁による日本遺産に八王子城と高尾山ともに滝山城もその際、構成要素として関連史跡として認定された。

## 三宿三転
現在の八王子市の中心にあるJR八王子駅北口の近くにある【八幡町】【横山町】【八日町】は、もともとは滝山城の城下町から始まり、八王子城を経て、大久保長安により現在の地に至る。このことを【三宿三転】という。
八王子織物 の起源も、滝山城下の市で取引きされたころだと言われている。
滝山城の城下には、もともと、善龍寺、宝生寺、御嶽神社(八王子市)、少林寺、極楽寺、大善寺、本立寺などがあり、御嶽神社(八王子市)と少林寺は現在も滝山城の近くにあり、少林寺と御嶽神社以外は八王子城を経て、現在の地に至る。中でも少林寺は特に氏照と家臣と大石氏のゆかりが強い寺である。
他にも北東を鬼門除けとして、かつて武蔵村山のあたりにあり、現在は国分寺市に移った 観音寺 と昭島市にある天台宗の普明寺の所有の 大日堂 も滝山城の鬼門除けされている。

## 構造

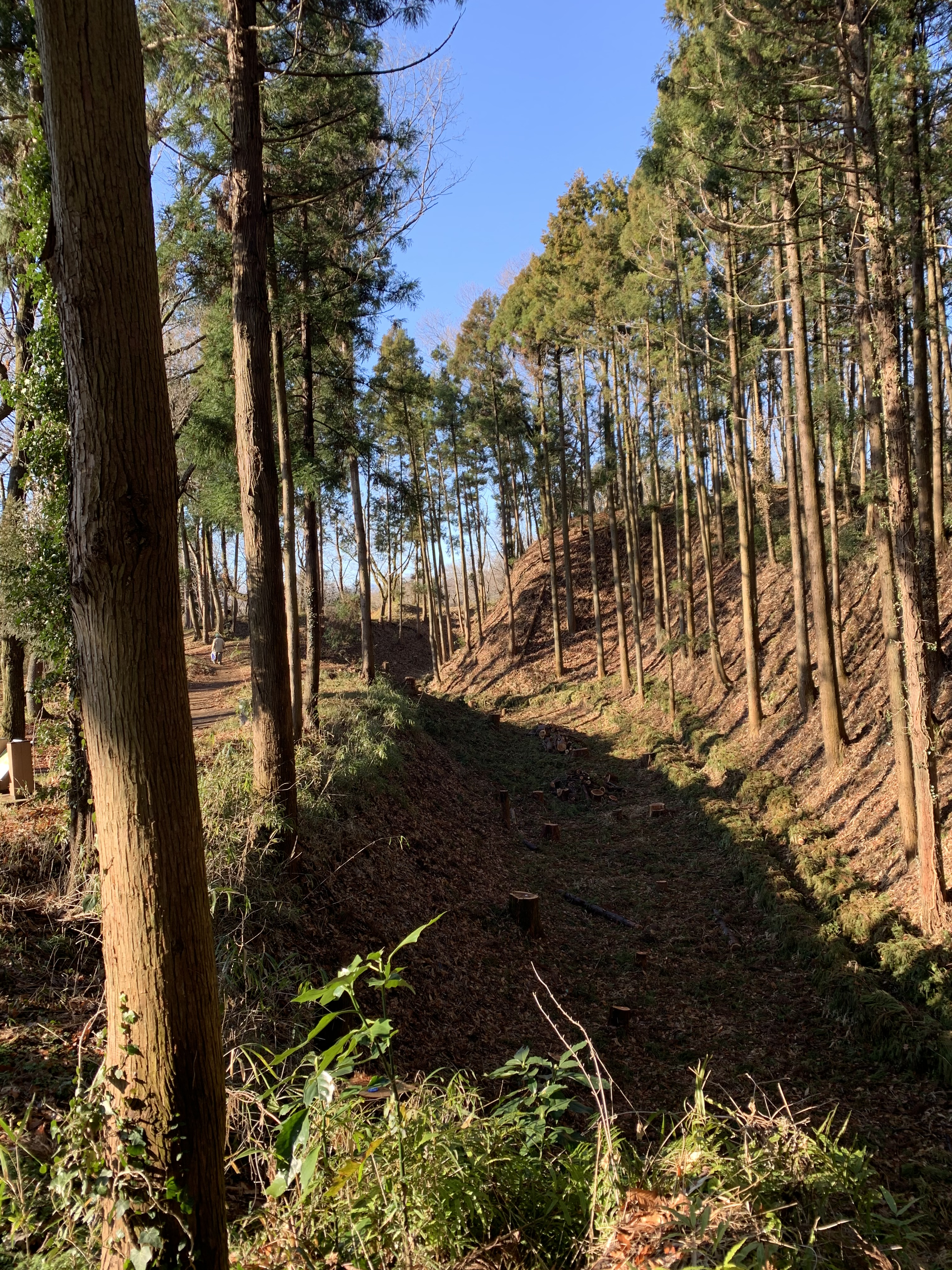
伝二の曲輪の横堀

滝山城は、伝二の丸の集中防衛を意識して作られており、二の丸の周囲には馬出状の曲輪のようなものがあり、滝山城には伝二の丸の周囲だけで、千畳敷の角馬出、南馬出、大馬出、東馬出の防御性の高い遺構群が残っている。
馬出に入る際、またはたとえ馬出曲輪を突破しても、土橋や枡形状の虎口により、迷路のように敵方を小分けにして殲滅できるように非常に防御性が高い構造になっている。
鍛冶谷戸と言われる谷戸から侵入すると、最終的には伝二の丸の櫓台から180度の方向から狙われることになる。
天気と空気が澄んでいれば、富士山が見えるスポットである。
この構造が同じ北条氏の城で静岡県三島市にある山中城、氏照の最期の城である八王子城にも影響を与えたとも言われている。

### 大手
滝山城の大手口と言われているのは天野坂から登城路、少林寺がある鍛冶谷戸からの登城ロ、地元幼稚園すみれ幼稚園からの専国坊谷戸などが言われており、実際、どのルートが正規ルートは分かっていない。

### 発掘調査
滝山城で発掘調査を行われた場所は、伝千畳敷・伝中の丸、伝本丸の曳橋の大堀切と伝本丸の枡形状の虎口だけである。中でも伝本丸の枡形状の虎口の発掘調査によると、加工されてない多摩川から採石された河原石を使った石畳や暗渠や三方を土塁で築かれていることが見つかった。さらに一箇所だけ、城割りの際に虎口を壊している跡が見つかったが、これが八王子城へ移った際に行われたのか、現時点は不明である。
曳橋は橋を引く装置などが見つかっていないことから、非常時の時は伝本丸側または伝中の丸側に曳き込んだり、燃やしたり橋桁を落としたとか、橋板を落としたというとさまざま説もあるが、未だに滝山城も未発掘箇所が多く全容の解明に至っていない。

### 整備・保護
滝山城の遺構は、同市の八王子城ほどではないが、八王子市や地元自治会によって保全されているのではなく、東京都とNPO法人の有志団体によって少しずつであるが、見やすくなっている。

## ギャラリー

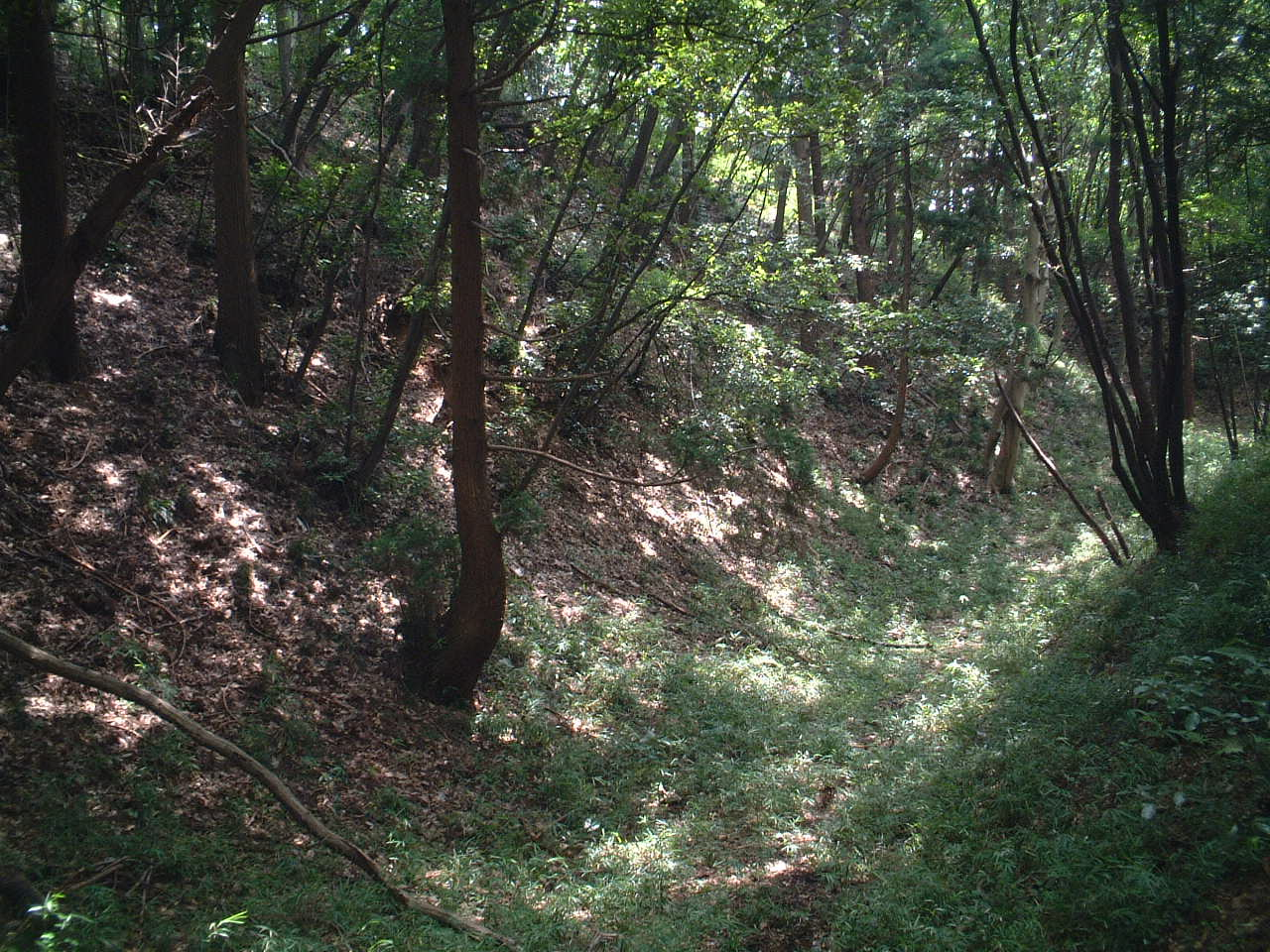
空堀
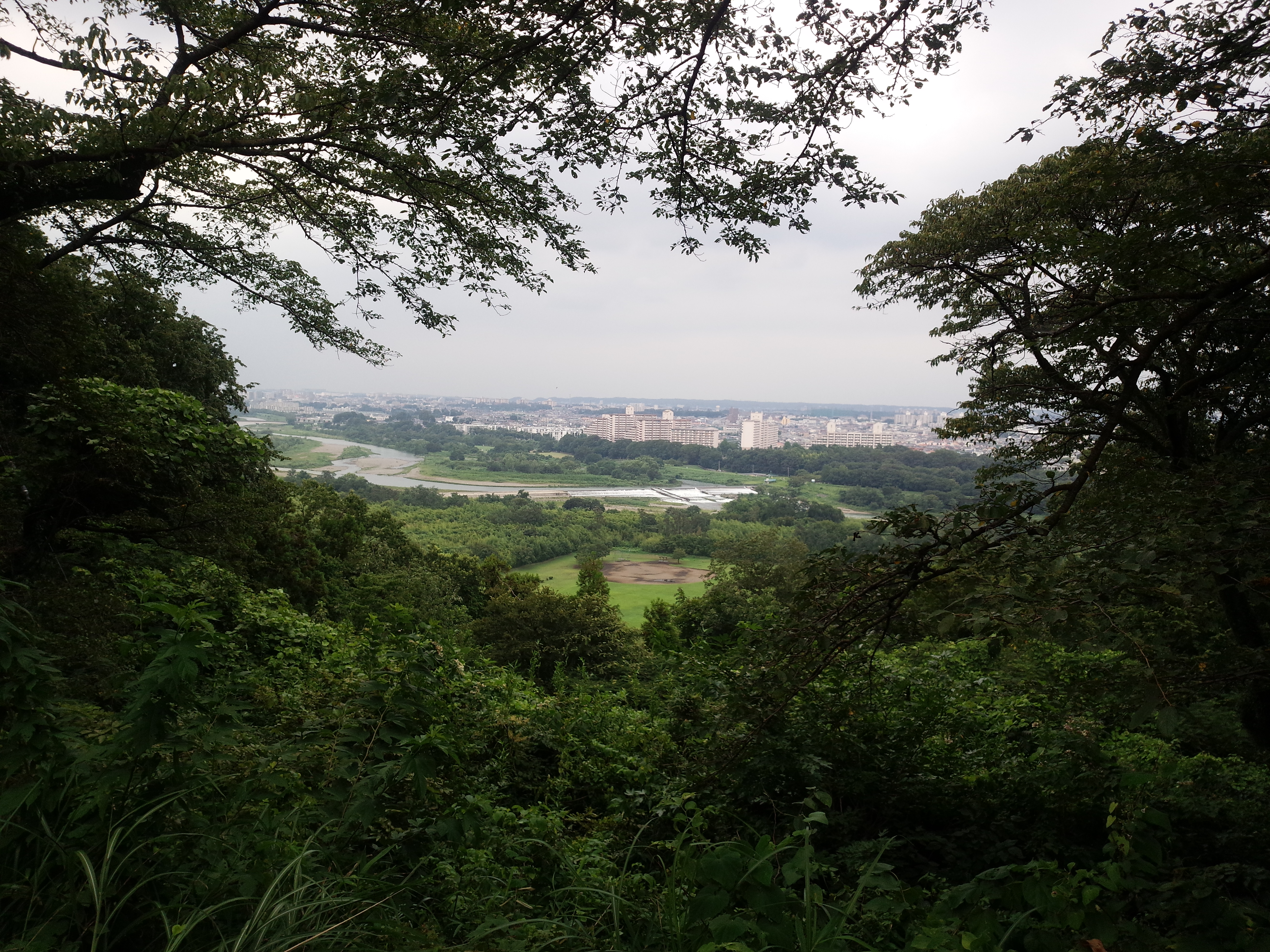
中ノ丸からの眺望
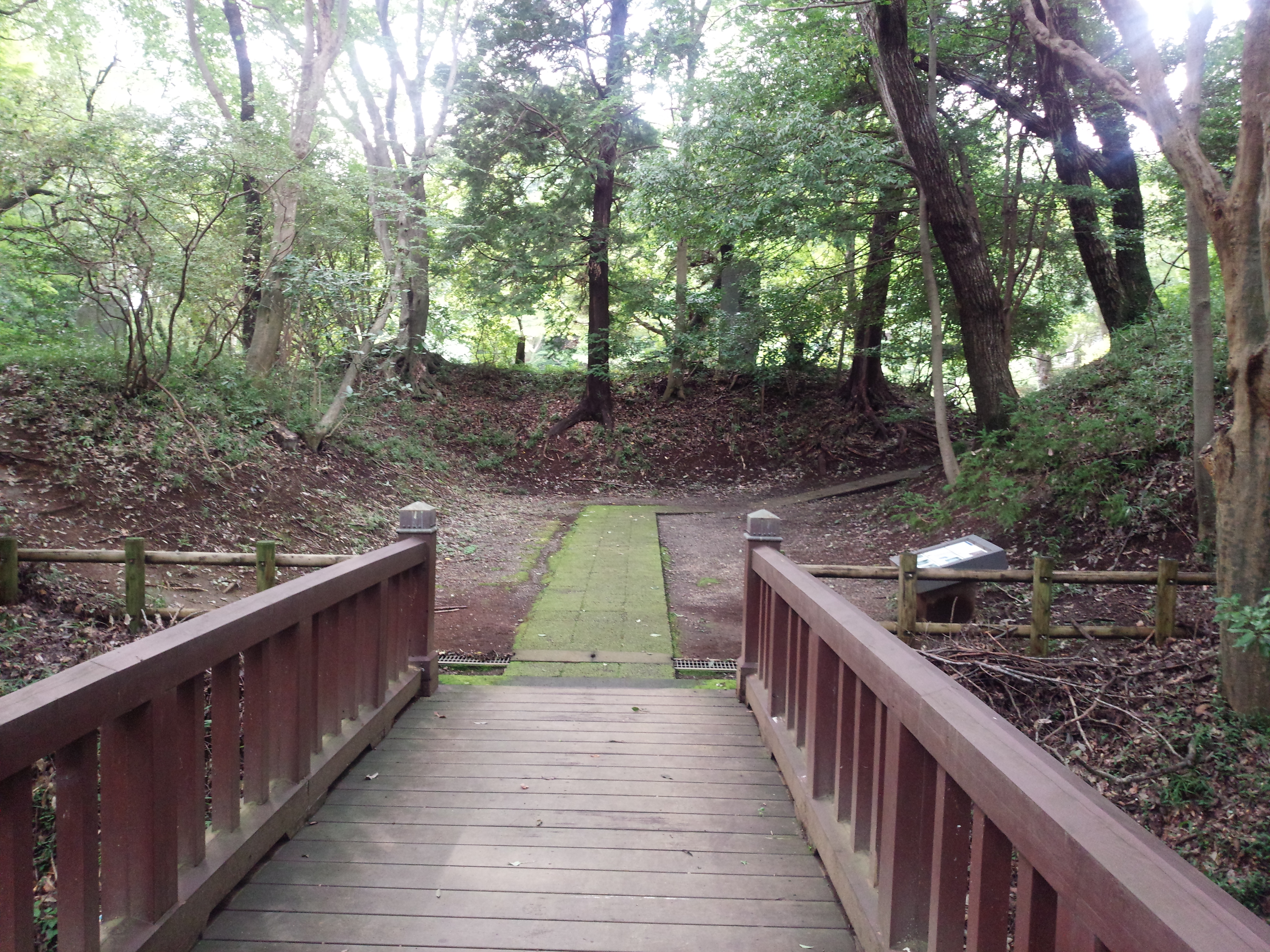
本丸の桝形虎口
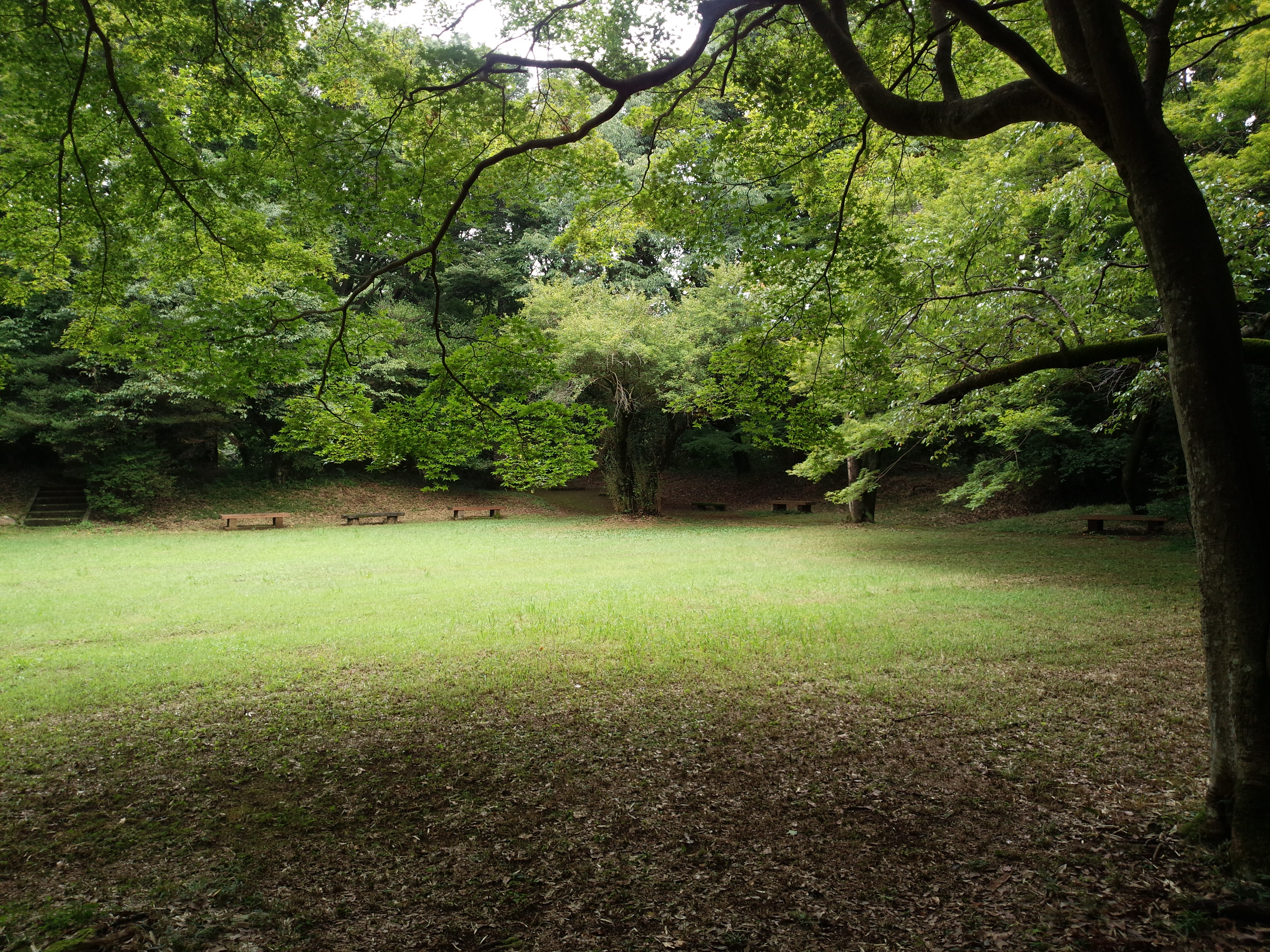
本丸
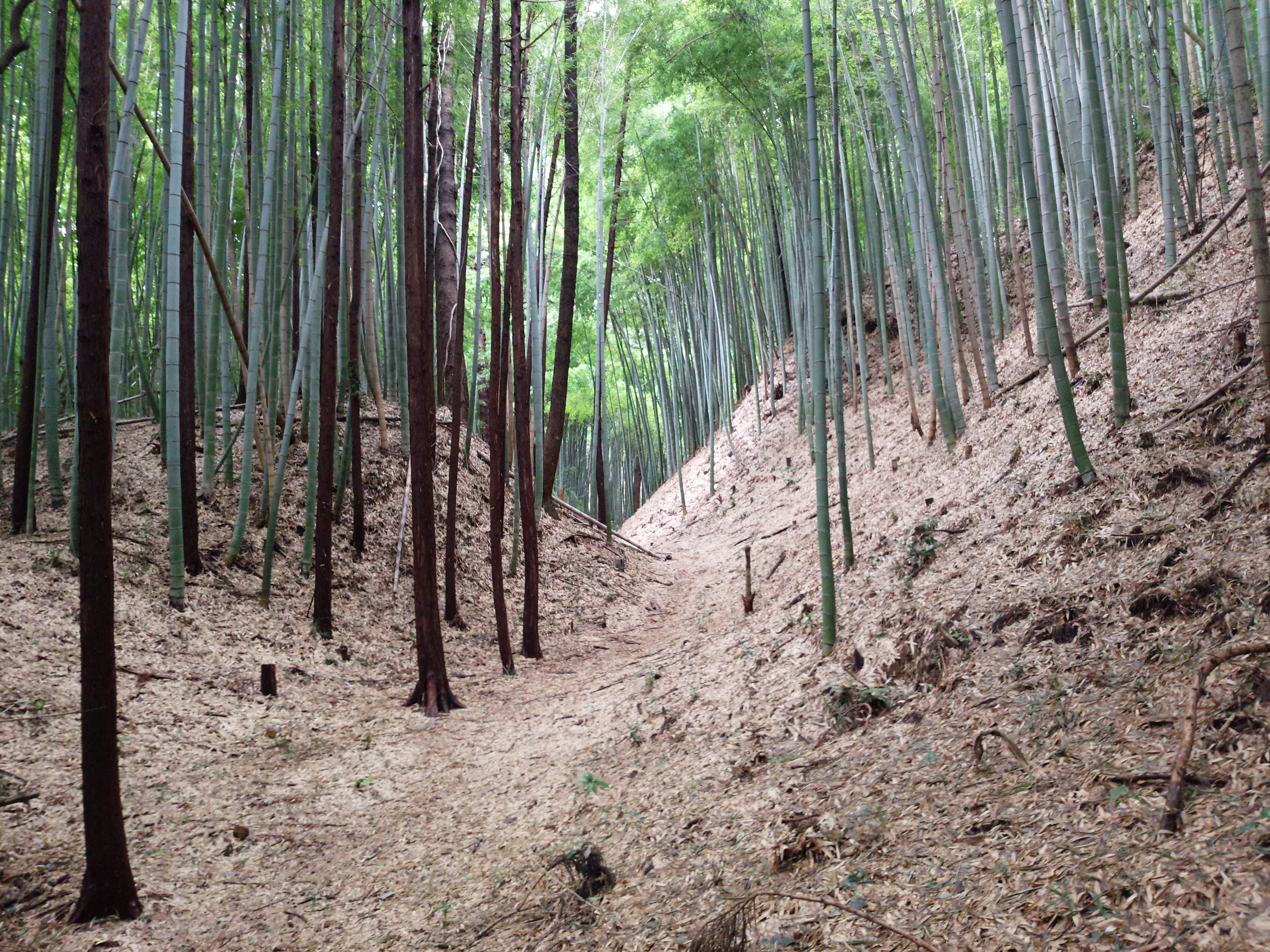
小宮曲輪下の空堀
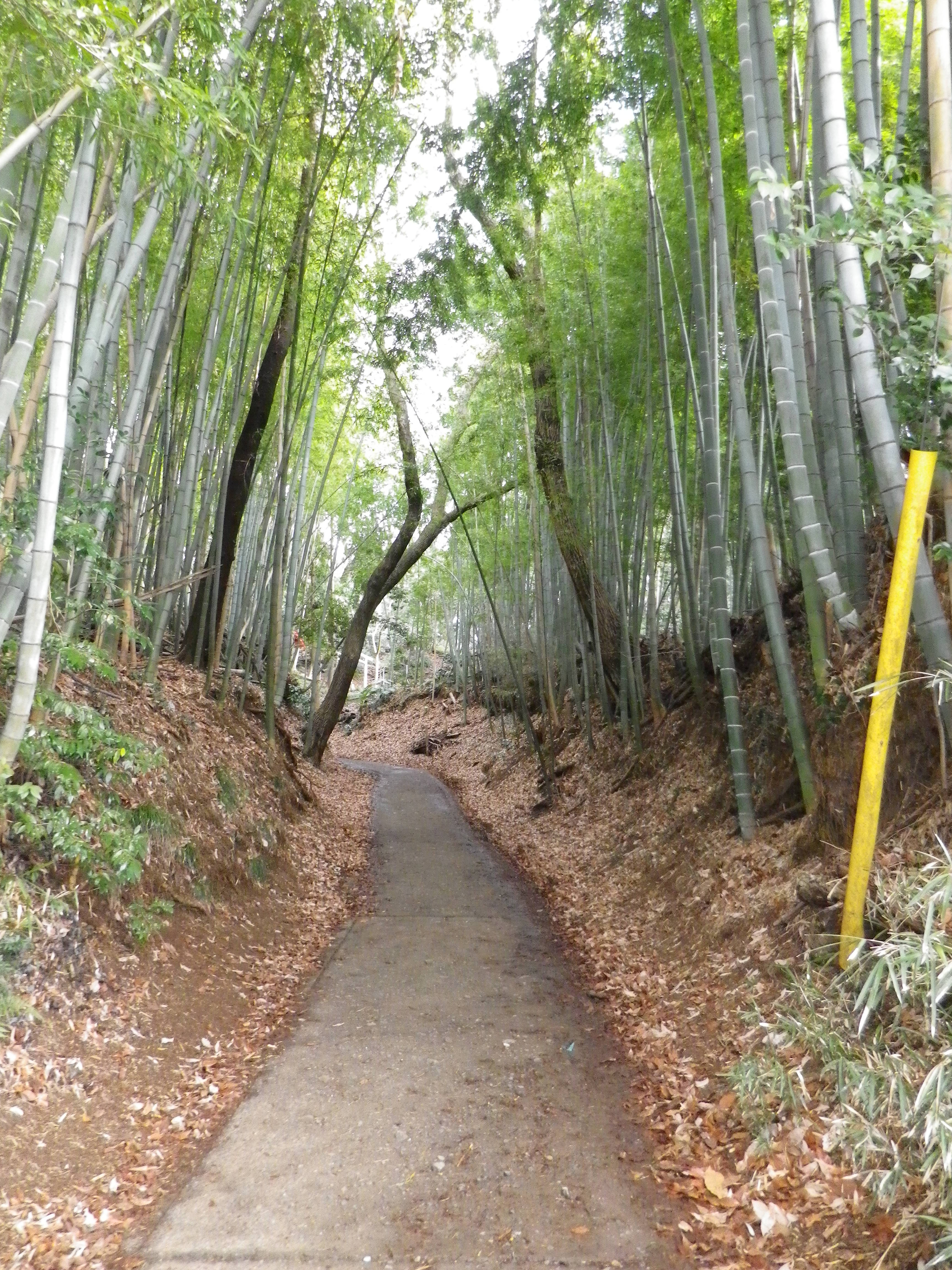
天野坂から登城ロ

## 城郭図
滝山城に関する絵図は、慶安元年（1648）7月の紀年銘が記された「武州滝山古城図」や 西尾市岩瀬文庫所蔵江戸中期の尊王論者山県大弐(1725～67)が兵学講義の資料として諸国の城郭縄張図を収集したもの「主図合結記」と旧広島藩主浅野家に伝えられた城絵図集「諸国古城之図」や  鳥羽藩が兵学研究用に収集して保管していた「 日本古城絵図  」、旧日本陸軍築城部が城郭史を編纂すべく大正初期から資料の収集に着手した「 日本城郭史資料」、八王子市郷土資料館所蔵の城郭図などがある。
- 個人蔵【武州滝山古城図】
- 陸奥国弘前津軽家文書【城築規範全】
- 安芸国広島浅野家文庫【諸国古城之図】
- 山県大弐作岩瀬文庫所蔵【主図合結記】
- 伊勢国鳥羽藩稲垣家所蔵【日本古城絵図】
- 東北大学所属狩野文庫【武州瀧山城圖】
- 旧日本陸軍築城部が城郭史を編纂【日本城郭史資料】
- 八王子市歴史資料収蔵品データベース【滝山城古城図（「武州龍山之城」）】

## 観光
- 京王八王子駅・JR八王子駅北口から「戸吹（ひよどり山トンネル経由）」行きバスで約20分、「滝山城址下」下車徒歩5分
- 拝島駅から西東京バス工学院大学行きまたは純心女子学園行き乗車約15分、「滝山城址下」下車。
- 近隣の城郭は高月城と戸吹城がある。